# Інвернесс Каледоніан Тісл
«Інвернесс Каледоніан Тісл» (шотл. Innerness Caledonian Thristle F.C.) — професійний шотландський футбольний клуб з міста Інвернесс. Виступає у Шотландському Чемпіоншипі. Домашні матчі проводить на стадіоні «Каледоніан», який вміщує 7 750 глядачів.

## Історія
Футбольний клуб «Каледоніан Тісл» був сформований в серпні 1994 року в результаті злиття «Каледоніан» і «Інвернесс Тісл» , які до того виступали в Хайлендській футбольнії лізі. Новий клуб було створено з ціллю зайняти одного з двох нових місць в шотландській футбольній лізі, які з'явилися в результаті реструктуризації ліги в 1994 році і збільшення кількості дивізіонів до чотирьох, по десять команд в кожному.
«Каледоніан Тісл» пощастило і вони потрапили одразу до третього дивізіону. В 1996 році на прохання міської ради міста Інвернесс, яка витратила £900,000 на реконструкцію стадіону «Каледоніан», назву клубу було змінено на «Інвернесс Каледоніан Тісл».

## Досягнення
- Чемпіонат Шотландії:
  - Бронзовий призер (1): 2014-15
- Кубок Шотландії:
  - Володар (1): 2014-15
- Кубок Шотландської ліги:
  - Фіналіст (1): 2013-14